# Ernst & Young
Ernst & Young Global Limited (EY) je mezinárodní síť poradenských společností, která poskytuje auditorské, daňové a poradenské služby. Globální sídlo má EY v Londýně ve Velké Británii a heslo, kterým se řídí zní: Building a better working world.
Společně s PricewaterhouseCoopers, Deloitte a KPMG patří do tzv. Velké čtyřky. Označení se používá pro čtyři největší poradenské firmy na světě. Celkem má přes 312 250 zaměstnanců v 700 kancelářích v 150 zemích světa.

## EY v Česku
V Česku působí EY od roku 1991. V současné době má přes 1 000 zaměstnanců, kteří pracují v kancelářích v Praze, Brně a Ostravě. Služby poskytuje téměř dvěma tisícovkám českých i mezinárodních klientů.
Od roku 2000 pořádá česká pobočka EY každoročně soutěž Podnikatel roku. Vyhlašuje nejlepšího podnikatele z Česka, který se následně účastní světového finále soutěže. 

## Žaloba v případu Wirecard
Auditorská firma EY čelí žalobě insolvenční správce společnosti Wirecard, který požaduje po EY odškodné ve výši 1,5 miliardy eur v souvislosti s kolapsem této německého finanční firmy, která vyhlásila insolvenci v červnu 2020. EY byla řadu let auditorem Wirecard a potvrzovala její účetní výkazy. Přitom Wirecard chybí asi 1,9 miliardy eur, které vykazovala v účetnictví auditovaném EY. Ale požadavky na odškodné EY odmítá s tím, že kolaps Wirecard byl důsledkem sofistikovaného podvodu s globálním dosahem.

## Související
- Velká čtyřka auditorských firem
- PricewaterhouseCoopers
- KPMG
- Deloitte